# Fusillade d'İskenderun de 2020
 (janvier 2022).
La mise en forme du texte ne suit pas les recommandations de Wikipédia : il faut le « wikifier ».
Les points d'amélioration suivants sont les cas les plus fréquents. Le détail des points à revoir est peut-être précisé sur la page de discussion.
- Les titres sont pré-formatés par le logiciel. Ils ne sont ni en capitales, ni en gras.
- Le texte ne doit pas être écrit en capitales (les noms de famille non plus), ni en gras, ni en italique, ni en « petit »…
- Le gras n'est utilisé que pour surligner le titre de l'article dans l'introduction, une seule fois.
- L'italique est rarement utilisé : mots en langue étrangère, titres d'œuvres, noms de bateaux, etc.
- Les citations ne sont pas en italique mais en corps de texte normal. Elles sont entourées par des guillemets français : « et ».
- Les listes à puces sont à éviter, des paragraphes rédigés étant largement préférés. Les tableaux sont à réserver à la présentation de données structurées (résultats, etc.).
- Les appels de note de bas de page (petits chiffres en exposant, introduits par l'outil «  Source ») sont à placer entre la fin de phrase et le point final[comme ça].
- Les liens internes (vers d'autres articles de Wikipédia) sont à choisir avec parcimonie. Créez des liens vers des articles approfondissant le sujet. Les termes génériques sans rapport avec le sujet sont à éviter, ainsi que les répétitions de liens vers un même terme.
- Les liens externes sont à placer uniquement dans une section « Liens externes », à la fin de l'article. Ces liens sont à choisir avec parcimonie suivant les règles définies. Si un lien sert de source à l'article, son insertion dans le texte est à faire par les notes de bas de page.
- La présentation des références doit suivre les conventions bibliographiques. Il est recommandé d'utiliser les modèles {{Ouvrage}}, {{Chapitre}}, {{Article}}, {{Lien web}} et/ou {{Bibliographie}}. Le mode d'édition visuel peut mettre en forme automatiquement les références.
- Insérer une infobox (cadre d'informations à droite) n'est pas obligatoire pour parachever la mise en page.

Pour une aide détaillée, merci de consulter Aide:Wikification.
Si vous pensez que ces points ont été résolus, vous pouvez retirer ce bandeau et améliorer la mise en forme d'un autre article.
La fusillade d'İskenderun a eu lieu le 26 octobre 2020, lorsque deux militants du Parti des travailleurs du Kurdistan (PKK) ont tiré sur la police à İskenderun, l'un d'eux étant abattu et l'autre se faisant exploser à l'aise d'explosifs et en se suicidant.

## Contexte
İskenderun est une ville de Turquie située dans la province de Hatay. C'est la deuxième plus grande ville de la province après Antakya, et c'est une ville portuaire située sur la mer Méditerranée.
Le conflit entre la Turquie et le Parti des travailleurs du Kurdistan (PKK) (désigné organisation terroriste par la Turquie, les États-Unis, l'Union européenne  et l'OTAN  ) est actif depuis 1984, principalement dans le sud-est du pays. Plus de 40 000 personnes sont mortes à cause du conflit,.

## L'attaque
Le 26 octobre 2020, les forces de l'ordre ont voulu arrêter un véhicule suspect dans le quartier Kozludere de Payas. Deux membres du PKK ont refusé de s'arrêter car la police avait l'intention de contrôler leur véhicule. Ils ont ouvert le feu sur les policiers et ont tenté de s'échapper. Leur voiture a eu un accident alors qu'ils tentaient de s'échapper, ils ont donc carjacké une voiture et se sont rendus à İskenderun. Ils ont été arrêtés par la police à İskenderun et pris en embuscade par eux. L'un d'eux a été abattu, tandis que l'autre a fait exploser la bombe sur lui, causant sa mort et blessant un policier. L'attaque est survenue quelques jours après que l'ambassade des États-Unis à Ankara a mis en garde contre des attaques terroristes et des enlèvements contre des citoyens américains et d'autres ressortissants étrangers,,,.

## Conséquences
La rue Fener, dans laquelle l'incident a eu lieu, a été fermée à la circulation après l'incident. De nombreuses forces de police et équipes médicales étaient stationnées dans la région.

### Dégâts
Le policier blessé a été transporté à l'hôpital et, le 30 octobre, son état de santé était bon. Les vitres des maisons et des lieux à proximité ont été brisées et plusieurs voitures, dont une voiture de police, ont été endommagées à la suite de l'explosion. À cause des vitres brisées, 2 civils ont été blessés,.

### Enquête
Une voiture abandonnée près de la scène du crime a fait l'objet d'une enquête et a été localisée par la police. En conséquence, le 28 octobre, 5 personnes d'Istanbul, de Şanlıurfa, d'Adıyaman et de Diyarbakır ont été arrêtées en lien avec l'attaque , que les autorités turques ont imputée au PKK. Le PKK a revendiqué l'attaque 3 jours après le bombardement et a déclaré que les reportages des médias turcs sur l'incident comprenaient de la « désinformation » mais n'ont pas donné plus de détails.

### Réactions
Les personnes vivant dans les maisons autour de la scène de l'explosion ont réagi à l'attaque en suspendant des drapeaux sur leurs balcons.
La police a annoncé qu'"elle n'autoriserait pas les traîtres qui veulent diviser leur nation et leur pays" en réponse à l'attaque.
Le gouverneur de Hatay Rahmi Doğan a annoncé qu'il n'y avait pas eu de morts alors qu'il y avait plusieurs blessés, aucun d'entre eux n'étant en danger de mort.
D'autres hommes politiques turcs dont Fuat Oktay  Abdulhamit Gül  et Mustafa Şentop  également condamné l'attaque.